# Slan
Slan (anche noto come Il segreto degli Slan) è un romanzo fantascientifico scritto da A. E. van Vogt e pubblicato nel 1940. Slan è anche il nome della razza di superuomini protagonisti della storia, così chiamati in onore del loro immaginario creatore, Samuel Lann. 
Il romanzo è stato inizialmente pubblicato a puntate sulla rivista Astounding Science-Fiction tra settembre e dicembre del 1940, prima di essere pubblicato dalla Arkham House nel 1946 in un'edizione di 4051 copie.
Nel 2016, Slan è stato premiato con il Retro Hugo per il miglior romanzo del 1941.
Nel 2007 è stato pubblicato un seguito postumo del romanzo, Slan Hunter.

## Trama
Il giovane Slan Jommy Cross è per la prima volta in visita a Centropolis, capitale del mondo. Assieme a sua madre Patricia, Jommy deve raggiungere il palazzo del tiranno Kier Gray. Durante il ben pianificato percorso riceve un messaggio telepatico dalla madre, che lo avverte di essere inseguiti dagli uomini di Kier Gray, dai quali viene abbattuta. Jommy deve da ora in avanti cavarsela da solo per sviluppare pienamente i suoi poteri e trovare l'arma segreta fabbricata da suo padre, i cui progetti sono nascosti presso il palazzo di Kier Gray.
Gli Slan sono uomini telepatici, contraddistinti da sottili antenne sulla fronte e dalla loro capacità di leggere la mente; una razza a parte che dominò la Terra per breve tempo, prima di essere stata scacciata e costretta all'esilio dalla massa non evoluta dell'umanità. Ora sono perseguitati e un giorno dovranno ribellarsi sotto la guida di Jommy. Esiste, peraltro, una specie di Slan privi di antenne e non telepatici, ed ostile agli Slan telepatici.
In fuga e ferito, Jommy si nasconde in una baracca dove viene catturato da un'anziana mendicante con cui si mette in società, ponendo al suo servizio i suoi poteri ESP per i suoi espedienti. Più tardi, dopo aver conosciuto una ragazza Slan, e infine Kier Gray in persona, comincia finalmente la lotta per la liberazione della parte più evoluta dell'umanità.

## Seguito
La moglie dello scrittore Lydia van Vogt ha autorizzato nel 2007 Kevin J. Anderson a concludere un seguito del romanzo rimasto incompiuto, Slan Hunter, basandosi su una traccia piuttosto dettagliata e su 125 pagine di bozza lasciate da A. E. Van Vogt.

## Edizioni
- (EN) A. E. van Vogt, Slan, 1940.
- A. E. van Vogt, Il segreto degli Slan, traduzione di Augusta Mattioli, collana Urania n° 8, Arnoldo Mondadori Editore, 1953,  p. 134.
- A. E. van Vogt, Slan, traduzione di Augusta Mattioli, collana Cosmo Oro n° 7, Editrice Nord, 1973,  p. 273, ISBN 88-429-0304-3.
- A. E. van Vogt, Slan, in Slan L'impero dell'atomo Lo stregone di Linn, collana I massimi della fantascienza, traduzione di Augusta Mattioli, n. 12, Mondadori, 1986.
- A. E. van Vogt, Il segreto degli Slan, collana Il Fantastico Economico Classico, traduzione di Gianni Pilo, n. 28, Compagnia del Fantastico. Gruppo Newton, 1994,  p. 126, ISBN 887983701X.
- A. E. van Vogt, Slan, traduzione di Augusta Mattioli, collana Urania Collezione n° 8, Arnoldo Mondadori Editore, 2003,  p. 248, ISSN 1721-6427 (WC · ACNP).